# Liste der Stolpersteine in Polen

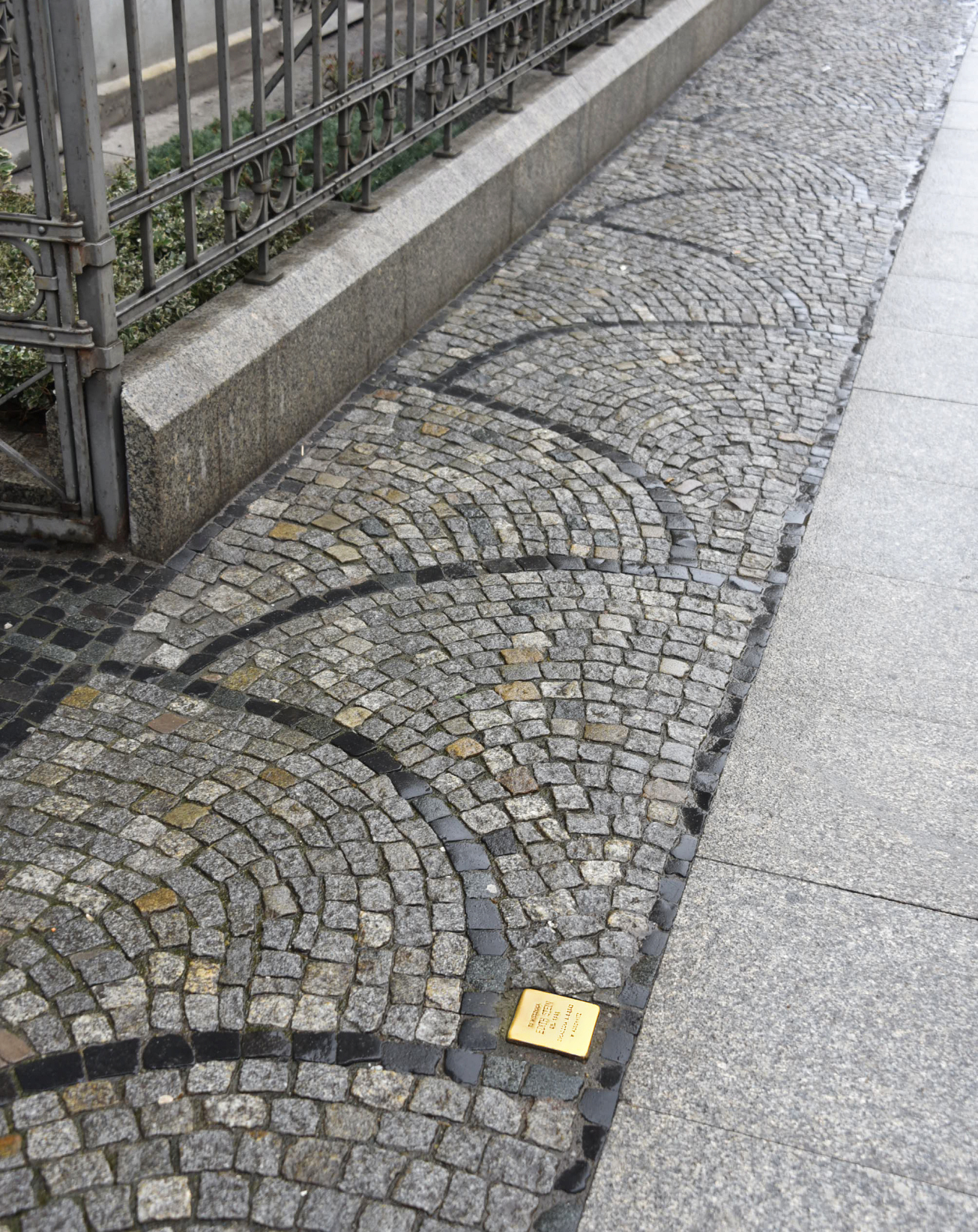
Der erste in Polen verlegte Stolperstein ist Edith Stein in Breslau gewidmet, einer katholischen Nonne jüdischer Herkunft, die 1998 heiliggesprochen wurde.

Die Liste der Stolpersteine in Polen enthält die Stolpersteine im heutigen Polen, die an das Schicksal der Menschen erinnern, die während der Zeit des Nationalsozialismus in dem Land ermordet, deportiert, vertrieben oder in den Suizid getrieben wurden. Die Stolpersteine wurden von Gunter Demnig verlegt.
Stolpersteine werden im Regelfall vor dem letzten freigewählten Wohnort des Opfers verlegt. Die erste Verlegung in Polen erfolgte am 12. Oktober 2008 in Wrocław. Die Verlegungen für die Angehörigen der Familie Zorek in Wrocław erfolgten im Auftrag der Nachfahren dieser Familie, die zur Verlegung aus den USA anreisten. In Szczecin hielt Demnig am 25. Juni 2015 einen Vortrag. Stolpersteine werden auf Polnisch kamienie pamięci (Steine der Erinnerung) genannt.

## Geschichtlicher Hintergrund
Polen ist das von den Verbrechen der Nationalsozialisten anteilmäßig am härtesten getroffene Land:
- Durch den Überfall auf Polen, das geheime Zusatzprotokoll zum Molotow-Ribbentrop-Pakt und die Sowjetische Besetzung Ostpolens verschwand das Land vorübergehend von der Landkarte.
- Mit dem Massaker von Ciepielów begann am 8. September 1939 eine Serie von Kriegsverbrechen der Wehrmacht in Polen, mit dem Massaker von Przemyśl durch Einsatzgruppen der Sicherheitspolizei und des SD von 16. bis 19. September 1939 begann der Holocaust in Polen. Zwischen dem 1. September und dem 25. Oktober 1939 wurden über 16.000 Zivilisten von deutschen Kräften hingerichtet, in und nach dem Überfall auf Polen bis Ende 1939 etwa 60.000 polnische Intellektuelle, darunter 7.000 Juden, ermordet.
- In den Jahren 1939 bis 1945 sind, so der offizielle Forschungsstand von 2011, insgesamt 5,65 Millionen polnischer Opfer zu verzeichnen gewesen.[2] Darin enthalten sind knapp drei Millionen polnischer Jüdinnen und Juden, die überwiegend Opfer der industriellen Vernichtung in den Gaskammern wurden, sowie 150.000 Polen, die während der Sowjetischen Besetzung Ostpolens ums Leben gebracht wurden.
- Im vom Deutschen Reich besetzten polnischen Staatsgebiet wurden die Vernichtungslager Auschwitz-Birkenau, Belzec, Kulmhof, Majdanek, Sobibor und Treblinka eingerichtet und zur massenhaften Ermordung jüdischer Frauen, Kinder und Männer aus ganz Europa genutzt. Darüber hinaus wurden tausende Juden in Ghettos, u. a. in Warschau und Litzmannstadt durch Überbelegung, Hunger, Seuchen und Erschießungen zu Tode gebracht.

## Verlegte Stolpersteine
Das Projekt Demnigs steht in Polen erst am Anfang, bislang konnten nur Stolpersteine im zweistelligen Bereich verlegt werden – obwohl die Opferzahlen im siebenstelligen Bereich liegen. Gewürdigt wurden teilweise NS-Opfer deutscher Herkunft und deutscher Staatsbürgerschaft in Städten und Gemeinden, die bis 1945 zum sogenannten Altreich zählten. Dies steht in heftigem Kontrast zu den Niederlanden, wo bereits mehr als 7.000 Stolpersteine verlegt wurden, zu Tschechien, Italien und Österreich, wo jeweils mehr als 1.000 Steine liegen, zu Norwegen, Spanien und Ungarn, wo jeweils mehrere Hundert Stolpersteine verlegt wurden, aber auch zu Belgien, Luxemburg, der Slowakei und Griechenland. (Stand von Juni 2021)
Geplante Verlegungen in Łódź (am 30. April 2014) und Gliwice (am 13. Oktober 2014) fanden nicht statt. In Łódź ergab sich ein Diskurs über die Inschriften. Auch in Szczecin und Kraków scheiterten Bemühungen, Stolpersteine zu verlegen.
Die Tabellen sind teilweise sortierbar; die Grundsortierung erfolgt alphabetisch nach dem Familiennamen.

### Biała Podlaska
In Biała Podlaska wurden am 11. Dezember 2017 von Gunter Demnig drei Stolpersteine verlegt.
| Stolperstein | Übersetzung | Verlegeort   | Name, Leben |
| ------------ | --- | ------------ | --- |
|              | HIER LEBTE CHAIM ZYLBERBERG JG. 1920 DEPORTIERT 1942 NACH MIĘDZYRZEC PODLASKI GESTORBEN 1942 AUF DEM TRANSPORT | ul. Krótka 3 | Chaim Hyatt Zylberberg wurde 1920 in Brest Litovsk geboren. Seine Eltern Joel Zylberberg und Gertruda geb. Waskin oder Waksin (beide siehe unten). Er hatte einen Bruder, David (geboren 1913). Er war Student. Im Jahr 1942 wurden Chaim, Gertruda und Joel Zylberberg verhaftet. Er und sein Vater starben bereits auf dem Transport nach Międzyrzec Podlaski. Die Mutter wurde in das Konzentrationslager Auschwitz deportiert und dort in einer Gaskammer ermordet. Sein Bruder David überlebte die Deportation und konnte nach Frankreich, später in die USA emigrieren. Seinen einzigen Sohn nannte er Joel Hyatt, eine seiner Töchter Trudy. |
|              | HIER LEBTE GERTRUDA ZYLBERBERG WASKIN JG. 1892 DEPORTIERT 1942 NACH AUSCHWITZ ERMORDET 1942                    | ul. Krótka 3 | Gertruda Zylberberg geb. Waskin oder Waksin wurde 1892 in Brest Litovsk geboren. Sie wurde auch Gitla genannt. Ihre Eltern hießen Moses und Cylic bzw. Bella. Sie heiratete den Zahnarzt Joel Zylberberg (siehe oben). Das Paar hatte zwei Söhne, David (geboren 1913) und Chaim (geboren 1920, siehe oben). Im Jahr 1942 wurden Gertruda, Joel und Chaim Zylberberg verhaftet. Ihr Sohn und ihr Ehemann starben bereits auf dem Transport nach Międzyrzec Podlaski, sie selbst wurde in das Konzentrationslager Auschwitz deportiert und dort in einer Gaskammer ermordet. Zwei der Meldungen an Yad Vashem wurden 1980 und 1992 von ihrem Sohn David Zylberberg (1913–2012) eingereicht, der damals in Cleveland (Ohio) wohnte und arbeitete. Der überlebende Sohn war in die Vereinigten Staaten ausgewandert, hatte geheiratet und hatte drei Kinder und sechs Enkelkinder. |
|              | HIER LEBTE JOEL ZYLBERBERG JG. 1890 DEPORTIERT 1942 NACH MIĘDZYRZEC PODLASKI GESTORBEN 1942 AUF DEM TRANSPORT  | ul. Krótka 3 | Joel Zylberberg wurde 1890 in Brest Litovsk geboren. Seine Eltern hießen David oder Mejer und Bella, Berta oder Rejla. Er studierte Medizin und wurde Zahnarzt. Er heiratete Gertruda geb. Waskin oder Waksin (siehe unten). Das Paar hatte zwei Söhne, David (geboren 1913) und Chaim (geboren 1920, siehe oben). Im Jahr 1942 wurden Joel, Gertruda und Chaim Zylberberg verhaftet. Er und sein Sohn starben bereits auf dem Transport nach Międzyrzec Podlaski. Die Ehefrau wurde in das Konzentrationslager Auschwitz deportiert und dort in einer Gaskammer ermordet. Sohn David (1913–2012) emigrierte in die Vereinigten Staaten. Er war mit Anna geb. Bleiweiss (1918–2011) verheiratet. Das Paar hatte einen Sohn und zwei Töchter sowie sechs Enkelkinder. |

### Białystok
In Białystok wurden fünf Stolpersteine an einer Adresse verlegt.
| Stolperstein | Inschrift                                                                           | Verlegeort                    | Name, Leben                     |
| ------------ | ----------------------------------------------------------------------------------- | ----------------------------- | ------------------------------- |
|              | HIER WOHNTE DAWID PISAR GEB. 1899 HINGERICHTET 1942 IN DER NÄHE VON BIAŁYSTOK       | ul. Dąbrowskiego 20 Białystok | Dawid Pisar (1899–1942)         |
|              | HIER WOHNTE FRIEDA PISAR GEB. 1933 SCHICKSAL UNBEKANNT                              | ul. Dąbrowskiego 20 Białystok | Frieda Pisar (1933–1942/45)     |
|              | HIER WOHNTE HELENA PISAR GEB. 1902 UMS LEBEN GEKOMMEN 1943 WÄHREND EINES TRANSPORTS | ul. Dąbrowskiego 20 Białystok | Helena Pisar (1902–1943)        |
|              | HIER WOHNTE FEIGL SUCHOWOLSKA GEB. 1863 ERMORDET 1942 IN TREBLINKA                  | ul. Dąbrowskiego 20 Białystok | Feigl Suchowolska (1863–1942)   |
|              | HIER WOHNTE ABRAHAM 'MEMEL' SUCHOWOLSKI GEB. 1900 ERMORDET 1943 IN TREBLINKA        | ul. Dąbrowskiego 20 Białystok | Abraham Suchowolski (1900–1943) |

Als einziges Familienmitglied konnte Samuel Pisar (1929–2015), Sohn von Dawid und Helena Pisar, den Holocaust überleben. Er emigrierte in die USA, wurde Rechtsanwalt, heiratete zweimal und bekam drei Töchter. Er schrieb seine Memoiren und wurde von Frankreich und dem Vereinigten Königreich mit hohen Auszeichnungen bedacht. er starb 2015. Bei der Verlegungszeremonie anwesend waren Judith Pisar, die Witwe nach Samuel Pisar, zwei seiner Kinder und drei seiner Enkelkinder sowie der Botschafter der USA in Polen, Mark Brzezinski und der Oberrabbiner Polens, Michael Joseph Schudrich. Es gab eine Videobotschaft von US-Außenminister Antony Blinken. Organisiert wurde die Verlegung vom Projekt Białystok Remembers!.

### Chełm
In Chełm wurden vier Stolpersteine an einer Adresse verlegt.
| Stolperstein | Inschrift                                                             | Verlegeort            | Name, Leben                 |
| ------------ | --------------------------------------------------------------------- | --------------------- | --------------------------- |
|              | HIER LEBTE ABRAM GUTENBERG GEB. 1904 ERMORDET SEPT. 1942 GHETTO PINSK | ggü. von Pocztowa, 12 | Abram Gutenberg (1904–1942) |
|              | HIER LEBTE FAJGA GUTENBERG GEB. 1932 ERMORDET SEPT. 1942 GHETTO PINSK | ggü. von Pocztowa, 12 | Fajga Gutenberg (1932–1942) |
|              | HIER LEBTE HANNA GUTENBERG GEB. 1908 ERMORDET SEPT. 1942 GHETTO PINSK | ggü. von Pocztowa, 12 | Hanna Gutenberg (1908–1942) |
|              | HIER LEBTE PERLA GUTENBERG GEB. 1931 ERMORDET SEPT. 1942 GHETTO PINSK | ggü. von Pocztowa, 12 | Perla Gutenberg (1931–1942) |

### Kąty Wrocławskie
In Kąty Wrocławskie wurden bisher zwei Stolpersteine verlegt.
| Stolperstein | Übersetzung                                                            | Verlegeort                              | Name, Leben                 |
| ------------ | ---------------------------------------------------------------------- | --------------------------------------- | --------------------------- |
|              | HIER LEBTE ADOLF STEIN GEB. 1875 1942 DEPORTIERT NACH IZBICA ERMORDET  | Ulica General Wladyslawa Sikorskiego 13 | Adolf Stein (1875–1942/45)  |
|              | HIER LEBTE FRIEDA STEIN GEB. 1882 1942 DEPORTIERT NACH IZBICA ERMORDET | Ulica General Wladyslawa Sikorskiego 13 | Frieda Stein (1882–1942/45) |

### Łomża
In der kreisfreien Stadt Łomża in der Woiwodschaft Podlachien wurden am 29. Juli 2018 von Gunter Demnig zwei Stolpersteine verlegt.
| Stolperstein | Übersetzung                                                         | Verlegeort | Name, Leben |
| ------------ | ------------------------------------------------------------------- | ---------- | --- |
|              | HIER LEBTE ROSE KABAKERIS KATZ ERMORDET 1941 IM GHETTO VON SŁONIM   | Długa 22   | Rose Kabakeris Katz wurde geboren. Ihre Eltern waren Beryl Kabaker (geboren 1861) und dessen Frau Leah geb. Rhinestein oder Ramstein. Sie hatte drei Brüder, Nathan (1899–1941), Leon, auch Leibich (um 1903–1977), Julius (1906–1995) und zwei Schwestern, Luba und Sonya. Sie heiratete Jacob Katz. Das Paar hatte zumindest eine Tochter, Fay, geboren am 17. Dezember 1911. Diese heiratete den Arzt Irving Israel Berwald (siehe unten, unter Raczki). Tochter und Schwiegersohn konnten 1938 in die Vereinigten Staaten emigrieren und so die Shoah überleben. Sie hatten drei Kinder, sieben Enkelkinder und zumindest elf Urenkel. Fay Katz Bergwald starb im Alter von 102 Jahren in St. Louis. Rose Katz und ihr Ehemann wurden beide vom Nazi-Regime ermordet, die Frau 1941 im Ghetto Słonim, der Mann 1943 im Warschauer Ghetto. Auch der Vater von Rose Kabakeris Katz und ihr ältester Bruder wurden im Rahmen der Shoah ermordet. Die jüngeren Brüder konnten in die Vereinigten Staaten auswandern und so überleben. Das Schicksal der Mutter und der beiden Schwestern ist unbekannt. |
|              | HIER LEBTE JACOB KATZ JG. 1883 ERMORDET 1943 IM GHETTO VON WARSCHAU | Długa 22   | Jacob Katz wurde 1883 geboren. Über ihn ist nur wenig bekannt. Er heiratete Rose geborene Kabakeris (siehe oben). Das Paar hatte eine Tochter, Fay, geboren 1911. Während die Tochter im Exil in den Vereinigten Staaten gemeinsam mit ihrem Ehemann und ihren Kindern überleben konnte, wurden die Eltern beide vom Nazi-Regime ermordet, Rose 1941 im Ghetto Słonim, Jacob 1943 im Warschauer Ghetto. |

### Mińsk Mazowiecki
In der masowischen Stadt Mińsk Mazowiecki wurde am 10. Dezember 2017 von Gunter Demnig ein Stolperstein verlegt.
| Stolperstein | Übersetzung                                                                                    | Verlegeort          | Name, Leben |
| ------------ | ---------------------------------------------------------------------------------------------- | ------------------- | --- |
|              | HIER LEBTE JAN HUBERT JG. 1862 VERHAFTET 17.2.1944 DEPORTIERT 1944 WARSCHAU ERMORDET 15.4.1944 | ul. Sosnkowskiego 4 | Jan Hubert wurde 1862 geboren. Er studierte Medizin, heiratete und wurde Fabrikarzt in der Fabrik von Konstanty Rudzki, einem Unternehmer mit sozialer Verantwortung, der beispielsweise das städtische Gymnasium gründete. Anfang des 20. Jahrhunderts ließ er sich eine repräsentative Villa erbauen. Einer seiner häufigen Gäste war der Schriftsteller Stefan Żeromski, ein Verwandter seiner Frau. Es wird allgemein angenommen, dass Jan Hubert das Vorbild für den Doktor Juda in Żeromskis Roman Die Heimatlosen (Ludzie bezdomni) aus dem Jahr 1910 war. Sein Haus war ein wichtiger Treffpunkt von Widerstandskämpfern gegen die deutschen Besatzer. Jan Hubert wurde am 17. Februar 1944 verhaftet und nach Warschau deportiert. Er wurde am 15. April 1944 vom NS-Regime im berüchtigten Pawiak-Gefängnis ermordet. Seine Frau Anna (1870–1955) konnte überleben. 1948 stiftete sie die Villa für einen wohltätigen Zweck. Bis in die 1980er Jahre befand sich dort eine Niederlassung des Polnischen Roten Kreuzes. Seit 1992 steht das Haus unter Denkmalschutz. Seit 2005 ist dort das Museums des 7. Ulanenregiments in Lublin untergebracht. |

### Oświęcim
Am 28. Juli 2019 verlegte Gunter Demnig einen Stolperstein in Oświęcim (dt.: Auschwitz).
| Stolperstein | Übersetzung | Verlegeort | Name, Leben |
| ------------ | --- | ---------- | --- |
|              | HIER LEBTE FRANCISZKA HENRYKA HABERFELD GEB. 1937 EINGESPERRT 1941 IM GHETTO VON KRAKAU ERMORDET 1942 IN BEŁŻEC | Oświęcim   | Franciszka Henryka Haberfeld wurde 1937 als Tochter von Alfons und Felicja Haferfeld geboren. Sie wurde 1942 im Vernichtungslager Bełżec ermordet. |

### Racibórz
In Racibórz wurden drei Stolpersteine verlegt.
| Stolperstein | Übersetzung                                                                                                   | Verlegeort                          | Name, Leben                                     |
| ------------ | --- | ----------------------------------- | ----------------------------------------------- |
|              | HIER LEBTE ESTER BAJLA KOCHEN GEB. WIENER 1898 DEPORTIERT 1938 NACH ŁODZ ERMORDET IM AUGUST 1944 IN AUSCHWITZ | Księdza Józefa Londzina 10 Racibórz | Ester Bajla Kochen, geborene Wiener (1898–1944) |
|              | HIER LEBTE NATAN DAWID KOCHEN GEB. 1935 DEPORTIERT 1938 NACH ŁODZ ERMORDET IM AUGUST 1944 IN AUSCHWITZ        | Księdza Józefa Londzina 10 Racibórz | Natan Dawid Kochen (1935–1944)                  |
|              | HIER LEBTE SZYJA KOCHEN GEB. 1897 DEPORTIERT 1938 NACH ŁODZ ERMORDET 7.3.1944 IM GHETTO VON ŁODZ              | Księdza Józefa Londzina 10 Racibórz | Szyja Kochen (1897–1944)                        |

### Raczki
In der podlachischen Gemeinde Raczki verlegte Gunter Demnig am 29. Juli 2018 fünf Stolpersteine für Mitglieder der Familie Berwald. Die Initiative für die Verlegungen in Łomża und Raczki ging von Bruce Berwald aus, einem Nachfahren von Israel Berwald.
| Stolperstein | Übersetzung                                                                       | Verlegeort      | Name, Leben |
| ------------ | --------------------------------------------------------------------------------- | --------------- | --- |
|              | HIER LEBTE FANIA STREYEW BERWALD ERMORDET 1941 IM GHETTO VON SLONIM               | Plac Kościuszki | Fania Streyew Berwald, geborene Streyew, war verheiratet mit Mordocheusz Berwald. Das Paar hatte zumindest zwei Söhne, Joshua und Pawel. Die Familie Berwald betrieb ein Geschäft in Raczki. Fania Streyew Berwald wurde deportiert und 1941 im Ghetto Słonim ermordet. |
|              | HIER LEBTE ISAAC BERWALD ERMORDET 1941 IM GHETTO VON SLONIM                       | Plac Kościuszki | Isaac Berwald |
|              | HIER LEBTE ISRAEL BERWALD GEBOREN 1911 EMIGRIERTE 1938 IN DIE VEREINIGTEN STAATEN | Plac Kościuszki | Irving Israel Berwald wurde 1911 geboren. Er ging auf das Gymnasium in Suwałki und besuchte Schulen in Grodno und Vilnius. Er studierte Medizin in Frankreich und der Schweiz und heiratete im Jahr 1933 die ebenfalls 1911 geborene Fay geb. Katz, die Tochter von Jacob und Rose Katz (beide siehe oben unter Łomża). Nach der Hochzeit verbrachte das Paar Zeit in Italien. Dort beschloss er 1936 an der Universität Genua sein Medizinstudium. Danach lebte das Paar in Łomża und Vilnius. Israel musste verschiedene Jobs annehmen, ehe ihm als Jude erlaubt wurde als Arzt zu arbeiten. Fallweise besuchte er seine Eltern in Raczki. Nachdem es in Polen im Januar 1937 zu antisemitischen Ausschreitungen gekommen war, beschloss das junge Ehepaar zu emigrieren. Bereits 1938 konnten Irving und Fay Berwald in die Vereinigten Staaten einwandern (und so die Shoah überleben). Sie hatten drei Kinder, sieben Enkelkinder und zumindest elf Urenkel. Eines ihrer Kinder wurde David genannt. Irving Israel starb 2002 im Alter von 90 Jahren in St. Louis, Fay Katz Berwald mit 102 Jahren ebendort. |
|              | HIER LEBTE JOSHUA (ZEYDEL) BERWALD ERMORDET 1941 IM GHETTO VON SLONIM             | Plac Kościuszki | Joshua Berwald |
|              | HIER LEBTE MINA BERWALD ERMORDET 1941 IM GHETTO VON SLONIM                        | Plac Kościuszki | Mina Berwald |

### Słubice
In Słubice, vormals östlicher Stadtteil von Frankfurt/Oder, wurden folgende Stolpersteine verlegt:
- am 12. November 2009 in der ul. Mikołaja Kopernika
- am 6. Juli 2010 vor der ul. Sienkiewicza 46
- am 18. Mai 2022 vor der ul. Gabriele Narutowicza 17

| Stolperstein | Übersetzung | Verlegeort                                            | Name, Leben |
| --- | --- | ----------------------------------------------------- | --- |
| Bild gesucht Der Benutzer GeorgDerReisende ( Diskussion ) wünscht sich an dieser Stelle ein Bild vom Ort mit diesen Koordinaten 52.354264 14.574239 . Motiv: ul. Gabriele Narutowicza 17: der Stolperstein für Helmuth Johannes Flohr Falls du dabei helfen möchtest, erklärt die Anleitung , wie das geht. BW | HIER LEBTE HELMUTH J. FLOHR JG. 1928 EINGELIEFERT 1930 HEILANSTALT POTSDAM 'VERLEGT' 9.5.1940 NACH BRANDENBURG ERMORDET 9.5.1940 'AKTION T4' | ul. Gabriele Narutowicza 17                           | Helmuth Johannes Flohr |
| | HIER LEBTE KARL RITTER JG. 1877 VERHAFTET 1933 KONZENTRATIONSLAGER SONNENBURG/SŁOŃSK GESTORBEN 1933                                          | ul. Mikołaja Kopernika / Księdza Piotra Wawrzyniaka · | Karl Ritter wurde am 30. Oktober 1877 geboren, lernte den Beruf des Stellmachers und arbeitete im elterlichen Handwerkbetriebe Hufschlag & Wagenbau. Er nahm 1917 an den revolutionären Kämpfen in Russland teil, war Gewerkschaftsfunktionär im „Deutschen Holzarbeiterverband“ und engagierte sich in der SPD. Nachdem er sich im März 1933 in einer Gaststätte „unschön“ über die Nationalsozialisten geäußert hatte, wurde er zeitweise inhaftiert. Am 2. Mai 1933 wurde er, weil er einen Protestmarsch organisiert hatte, erneut inhaftiert und ins Konzentrationslager Sonnenburg, heute Słońsk, verbracht. Im Spätsommer desselben Jahres verstarb er, wofür es zwei verschiedene Erklärung gab – Selbsttötung oder Nachwirkungen der Folter während der Haft. Ritter zählte zu den frühesten Opfern des Hitler-Regimes. Am 11. September 1948 beschlossen die Stadtverordneten von Frankfurt (Oder), den Magazinplatz nach dem Widerstandskämpfer zu benennen. |
| | HIER LEBTE ERICH SCHULZ JG. 1907 MEHRMALS VERHAFTET ZULETZT 1944 GEFOLTERT VON DER GESTAPO ERMORDET AM 29.6.1944                             | ul. Sienkiewicza 46 ·                                 | Erich Schulz wurde 1907 geboren. Er war Arbeiter und schloss sich 1923 der Kommunistischen Partei Deutschlands an. Nach der Machtergreifung Hitlers im Januar 1933 war er am Aufbau der illegalen Arbeit der KPD in Frankfurt (Oder) und Umgebung beteiligt. 1933 war er auch kurzfristig in Haft. 1936 wurde er erneut in Haft genommen und saß wegen Vorbereitung zum Hochverrat im Zuchthaus Brandenburg-Görden ein, dann in einem Steinbruch in Bayern und schließlich im Emslandlager Aschendorfermoor. Nach seiner Entlassung 1941 musste er sich wöchentlich bei der Gestapo melden. Am 29. Juni 1944 wurde sein Leichnam an der Oder aufgefunden. Sein Tod wurde – trotz seines zerschlagenen Gesichts – offiziell als Selbstmord dargestellt. Seine Frau musste Erich Schulz identifizieren. |

### Warschau
In Warschau wurden an zwei Adressen fünf Stolpersteine verlegt.
| Stolperstein | Übersetzung                                                                             | Verlegeort | Name, Leben                                 |
| ------------ | --------------------------------------------------------------------------------------- | ---------- | ------------------------------------------- |
|              | HIER WOHNTE SALA FRYDMAN GEBOREN BARANOWICZ JG. 1892 ERMORDET 1941 IM WARSCHAUER GHETTO | Niska 9    | Sala Frydman (1892–1941)                    |
|              | HIER WOHNTE WOLF FRYDMAN JG. 1889 ERMORDET 1941 IM WARSCHAUER GHETTO                    | Niska 9    | Wolf Frydman (1889–1941)                    |
|              | HIER WOHNTE ZOFIA KABAK JG. 1896 ERMORDET 28.8.1943 IN WARSCHAU                         | Złota 62   | Zofia Kabak (1896–1943)                     |
|              | HIER WOHNTE MARIA WYGODZKA GEB. KABAK JG. 1891 ERMORDET 8.9.1942 IN WARSCHAU            | Złota 62   | Maria Wygodzka geb. Kabak (1891–1942)       |
|              | HIER WOHNTE KATARZYNA ZYLBERBERG GEB. KABAK JG. 1887 ERMORDET 18.9.1941 IN WARSCHAU     | Złota 62   | Katarzyna Zylberberg geb. Kabak (1887–1941) |

### Wrocław
In der schlesischen Stadt Wrocław (Deutsch vormals: Breslau), wurden bisher 20 Stolpersteine an sechs Adressen verlegt.
- am 12. Oktober 2008 vor der ul. Nowowiejska 38
- am 2. Februar 2016 vor der ul. Jedności Narodowej 95 und ul. Świdnicka 39
- im Februar 2019 an der Ecke ul. Zielińskiego/Swobodna
- 4. März 2020 vor ul. General Romualda Traugutta 19/21
- 19. Februar 2024 vor Plac Solny 4

| Stolperstein | Übersetzung | Verlegeort                           | Name, Leben |
| ------------ | --- | ------------------------------------ | --- |
|              | HIER WOHNTE MAGDALENE BRANDT GEB. HENOCH JG. 1898 1943 DEPORTIERT NACH AUSCHWITZ ERMORDET                           | Zielińskiego/Swobodna                | Magdalene Brandt |
|              | HIER WOHNTE MAX BRANDT JG. 1893 1943 DEPORTIERT NACH AUSCHWITZ ERMORDET                                             | Zielińskiego/Swobodna                | Max Brandt |
|              | HIER WOHNTE HELENE ILSE DATTEL GEB. BRANDT JG. 1922 1943 DEPORTIERT NACH AUSCHWITZ ERMORDET                         | Zielińskiego/Swobodna                | Helene Ilse Dattel |
|              | HIER WOHNTE ALFRED DRESEL JG. 1895 1942 INTERNIERT IN DRANCY 1942 DEPORTIERT NACH AUSCHWITZ ERMORDET                | Zielińskiego/Swobodna                | Alfred Dresel |
|              | HIER WOHNTE KAETE DRESEL JG. 1901 24.2.1943 INTERNIERT IN THERESIENSTADT 1944 DEPORTIERT NACH AUSCHWITZ ERMORDET    | Zielińskiego/Swobodna                | Kaete Dresel |
|              | HIER WOHNTE DAVID HENOCH JG. 1875 1938 VERHAFTET DEPORTIERT NACH DACHAU BUCHENWALD KOWNO FORT IX (1941) ERMORDET    | Zielińskiego/Swobodna                | David Henoch |
|              | HIER ARBEITETE HILDE HERZ GEB. BORNSTEIN GEB. 1904 GEFLÜCHTET 1939 NACH CHILE                                       | Plac Solny 4 Wrocław                 | Hilde Herz, geborene Bornstein (1904–) |
|              | HIER LEBTE OLGA HERZ GEB. BREITBARTH GEB. 1869 DEPORTIERT 1942 GRÜSSAU / KRZESÓW THERESIENSTADT ERMORDET 27.12.1942 | Plac Solny 4 Wrocław                 | Olga Herz, geborene Breitbarth (1869–1942) |
|              | HIER WOHNTE STEFFI HERZ GEB. 1928 GEFLÜCHTET 1939 NACH CHILE                                                        | Plac Solny 4 Wrocław                 | Steffi Herz (1928–) |
|              | HIER WOHNTE WALTER HERZ GEB. 1898 GEFLÜCHTET 1939 NACH CHILE                                                        | Plac Solny 4 Wrocław                 | Walter Herz (1898–) |
|              | HIER WOHNTE EDITH STEIN JG. 1891 AUSGELÖSCHT 9.8.1942 IN AUSCHWITZ                                                  | ul. Nowowiejska 38 ·                 | Edith Stein wurde als jüngstes von elf Kindern einer jüdisch-orthodoxen Familie am 12. Oktober 1891 in Breslau geboren. Ihr Vater, ein Kaufmann, verstarb bereits ein Jahr nach ihrer Geburt, ihre Mutter führte den Holzhandel weiter. Edith Stein studierte in Breslau, Göttingen und Freiburg i. Br. Psychologie, Philosophie, Geschichte und Germanistik und wollte schon damals der «Menschheit dienen». Nach dem Doktorat war sie bis 1918 Assistentin ihres Doktorvaters, des Philosophen Edmund Husserl. Vier Versuche der Habilitation scheiterten am Faktum, dass sie eine Frau war. Im April 1933 erbat sie in einem Brief an Papst Pius XI., er möge öffentlich gegen die Judenverfolgung protestieren. Die Bitte blieb vier Jahre lang unerhört, erst 1937 wurde die Enzyklika Mit brennender Sorge veröffentlicht. Am 14. Oktober 1933 trat Edith Stein als Postulantin dem Orden der Unbeschuhten Karmelitinnen in Köln bei und nahm ein halbes Jahr später den Ordensnamen Teresia Benedicta a Cruce an. 1936 ließ sich auch Ediths ältere Schwester Rosa Stein (1883–1942) taufen, lebte danach als Gast im Kloster und arbeitete als Pförtnerin. Um ihr Stammhaus zu schützen, übersiedelte Edith Stein mit ihrer Schwester 1938 in den Karmel des Ordens im niederländischen Echt. Im Rahmen der Deportationen des Holocaust wurden auch die beiden Schwestern Stein am 2. August 1942 von der Gestapo verhaftet, in das Durchgangslager Westerbork verbracht, fünf Tage später in das Vernichtungslager Auschwitz-Birkenau deportiert und am 9. August 1942 in der Gaskammer ermordet. Papst Johannes Paul II. sprach Edith Stein 1987 selig und 1998 heilig. Sie galt und gilt als Brückenbauerin zwischen Christen und Juden. Es wurden sieben weitere Stolpersteine für Edith Stein verlegt, davon befinden sich drei in Köln, drei weitere in Freiburg im Breisgau und einer in Echt-Susteren in den Niederlanden. |
|              | HIER WOHNTE ANITA TREITEL JG. 1920 DEPORTIERT ZUR ZWANGSARBEIT 16.11.1941 SELBSTMORD                                | ul. Świdnicka 39 ·                   | Anita Treitel wurde am 29. Januar 1920 als Tochter von Rose und Walter Treitel in Breslau geboren. Ihr Vater war Arzt. Sie hatte einen älteren Bruder, Wolfgang (1918–2013), der – wie der Vater – rechtzeitig in die Vereinigten Staaten emigrieren konnte. Ihr Onkel, Arnold Bernstein, versuchte sie und ihre Mutter in die USA zu holen, allerdings vergeblich. Anita Treitel musste in einem Lager Zwangsarbeit verrichten und nahm sich am 16. November 1941 das Leben. Ihre Mutter wurde im April 1942 vom NS-Regime deportiert und ermordet. |
|              | HIER WOHNTE ROSE BERNSTEIN TREITEL JG. 1891 1942 DEPORTIERT IN DAS GHETTO VON IZBICA ERMORDET 1942                  | ul. Świdnicka 39 ·                   | Rose Treitel geb. Bernstein wurde am 10. Dezember 1891 in Breslau geboren. Am 23. Juli 1914 heiratete sie den Arzt Walter Treitel, das Paar hatte zwei Kinder: Wolfgang (geboren am 10. Juni 1918) und Anita (geboren am 29. Januar 1920). Ehemann und Sohn konnten sich 1938 bzw. 1939 durch Emigration in die Vereinigten Staaten retten und änderten dort ihren Familiennamen auf Tritell. Ihr Bruder Arnold Bernstein (1888–1971) versuchte vergeblich Rose und Anita Treitel in die USA zu retten. Die Tochter nahm sich am 16. November 1941 das Leben. Rose Treitel wurde im April 1942 im Ghetto Izbica vom NS-Regime ermordet. Rose Treitels Sohn heiratete Anita Sorkowitz (1922–1998) und hatte mit ihr zwei Kinder. Er starb hochbetagt im Jahr 2013. |
|              | HIER LEBTE FEDOR ZERNIK JG. 1883 DEPORTIERT 4.3.1943 NACH AUSCHWITZ ERMORDET                                        | Ul. General Romualda Traugutta 19/21 | Fedor Zernik (1883–1943/1945) |
|              | HIER LEBTE HEDWIG ZERNIK GEB. TICHAUER JG. 1887 DEPORTIERT 4.3.1943 NACH AUSCHWITZ ERMORDET                         | Ul. General Romualda Traugutta 19/21 | Hedwig Zernik, geborene Tichauer, (1887–1943/1945) |
|              | HIER LEBTE KURT ZERNIK JG. 1911 DEPORTIERT 22.1.1943 NACH AUSCHWITZ ERMORDET                                        | Ul. General Romualda Traugutta 19/21 | Kurt Zernik (1911–1943/1945) |
|              | HIER WOHNTE ALFRED ZOREK JG. 1884 1943 DEPORTIERT NACH AUSCHWITZ ERMORDET: 03.1943                                  | ul. Jedności Narodowej 95 ·          | Alfred Zorek wurde 1884 in Wreschen als Sohn von Gustav und Rosalie Zorek geboren. Er hatte vier Geschwister, darunter die zwei Schwestern Martha und Gunda sowie der Bruder Rudolf. Er heiratete Frieda Freund, das Paar hatte zwei Kinder: Erna (geb. 1923) und Werner (geb. 1925). Die Familie wohnte in der Matthias-Straße 95 in Breslau. Während der Sohn 1939 mit einem Kindertransport nach England in Sicherheit gebracht werden konnte, wurden Alfred Zorek, seine Frau und seine Tochter 1943 ins KZ Auschwitz-Birkenau deportiert und dort ermordet. In Magdeburg wurden Stolpersteine für seinen Bruder Rudolf Zorek und dessen Frau Betty (geb. Grzebinasch) verlegt, die beide im Vernichtungslager Treblinka ermordet wurden. |
|              | HIER WOHNTE ERNA ZOREK JG. 1923 1943 DEPORTIERT NACH AUSCHWITZ ERMORDET: 03.1943                                    | ul. Jedności Narodowej 95 ·          | Erna Zorek wurde 1923 in Breslau als Tochter von Alfred und Frieda Zorek geboren. Sie hatte einen Bruder, Werner, geb. 1925, der im Jahr 1939 mit einem Kindertransport nach England ging. Sie selbst wurde 1943 gemeinsam mit ihren Eltern ins KZ Auschwitz-Birkenau deportiert und dort ermordet. Bereits am 23. September 2012 wurde ein Stolperstein für Erna Zorek in der Mozartstraße von Unna, vor dem St. Bonifatius Wohn- und Pflegeheim, verlegt. |
|              | HIER WOHNTE FRIEDA FREUND ZOREK JG. 1885 1943 DEPORTIERT NACH AUSCHWITZ ERMORDET: 03.1943                           | ul. Jedności Narodowej 95 ·          | Frieda Zorek geb. Freund wurde am 29. März 1885 als Tochter von Emma und Selig Freund geboren. Sie hatte sechs Geschwister: Anna (1875), die Zwillinge Georg und Doris (1877), Rosa (1879), Gertrud (1880) und Sigmund. Mit ihrem Ehemann Alfred Zorek hatte sie zwei Kinder: Werner und Erna. Während der Sohn 1939 mit einem Kindertransport nach England in Sicherheit gebracht werden konnte, wurden Frieda Zorek, ihr Mann und ihre Tochter 1943 ins KZ Auschwitz-Birkenau deportiert und dort ermordet. |
|              | HIER WOHNTE WERNER ZOREK JG. 1925 7.2.1939 KINDERTRANSPORT NACH GROSSBRITANNIEN                                     | ul. Jedności Narodowej 95 ·          | Werner Zorek wurde am 14. Oktober 1925 in Breslau als Sohn von Alfred und Frieda Zorek geboren. Er hatte eine Schwester, Erna. Am 7. Februar 1939 konnte er – 13-jährig – mit einem Kindertransport nach England in Sicherheit gebracht werden. Er wurde zuerst im Camp Dovercourt, später in Gloucester untergebracht. Nach Ende des Zweiten Weltkriegs, im Jahr 1947, emigrierte er mit Hilfe von Verwandten nach New York, nannte sich Warren Zorek, arbeitete als Manager im Kaufhaus Bloomingdale’s und ehrenamtlich für das American Red Cross. Er lernte Jane Krass kennen und heiratete sie. Das Paar hatte zwei Kinder, Jennifer (1958) und Michael (1960), und vier Enkelkinder. Warren Zorek verstarb am 22. Dezember 2006 im Alter von 81 Jahren in New York, wo er auch bestattet wurde. Vater, Mutter und Schwester wurden 1943 im KZ Auschwitz-Birkenau ermordet. |

### Zamość
In der Stadt Zamość in der Woiwodschaft Lublin im Südosten Polens wurden am 27. Juli 2019 fünf Stolpersteine verlegt:
| Stolperstein | Übersetzung                                                                                 | Verlegeort             | Name, Leben            |
| ------------ | ------------------------------------------------------------------------------------------- | ---------------------- | ---------------------- |
|              | HIER WURDE GEBOREN ABRAHAM BIALSKI GEBOREN 1907 ERMORDET 1941 RIWNE DURCH UKR. POLIZISTEN   | Ludwika Zamenhofa 10 · | Abraham Bialski        |
|              | HIER WURDE GEBOREN ELIASZ BIALSKI GEBOREN 1910 ÜBERLEBT                                     | Ludwika Zamenhofa 10 · | Eliasz Bialski         |
|              | HIER WURDE GEBOREN CESIA ROZENCWAJG GEB. BIALSKA GEBOREN 1905 ERMORDET 1941 LWIW            | Ludwika Zamenhofa 10 · | Cesia Rozencwajg       |
|              | HIER WURDE GEBOREN CHAIM JONAS WOLFENFELD GEBOREN 1850 DEPORTIERT 1942 BEŁŻEC ERMORDET 1942 | Ludwika Zamenhofa 10 · | Chaim Jonas Wolfenfeld |
|              | HIER WURDE GEBOREN SURA WOLFENFELD GEBOREN 1863 DEPORTIERT 1942 BEŁŻEC ERMORDET 1942        | Ludwika Zamenhofa 10 · | Sura Wolfenfeld        |

### Zbąszyń
In der großpolnischen Stadt Zbąszyń wurden am 28. Oktober 2020 elf Stolpersteine an drei Adressen verlegt.
| Stolperstein | Übersetzung | Verlegort           | Name, Leben                    |
| ------------ | --- | ------------------- | ------------------------------ |
|              | HIER LEBTE HERTA GRUNBERG GEB. MANNHEIM JG. 1897 DEPORTIERT ERMORDET                                                  |                     | Herta Grunberg (1897–?)        |
|              | HIER LEBTE KYSL GRUNBERG JG. 1895 DEPORTIERT ERMORDET                                                                 |                     | Ksyl Grunberg (1895–?)         |
|              | HIER LEBTE JAKUB GRZYBOWSKI JG. 1895 HALF DEN DEEPORTIERTEN DER 'POLENAKTION' 1938 DEPORTIERT KUTNO-KONSTANZ BEFREIT  | Ulica 17 Stycznia 5 | Jakub Grzybowski (1895–)       |
|              | HIER LEBTE RAFAŁ GRZYBOWSKI JG. 1891 HALF DEN DEEPORTIERTEN DER 'POLENAKTION' 1938 DEPORTIERT KUTNO-KONSTANZ ERMORDET | Ulica 17 Stycznia 5 | Rafał Grzybowski (1891–?)      |
|              | HIER LEBTE CAECILIE SCHNEIDER GEB. MANNHEIM JG. 1891 'POLENAKTION' 1938 DEPORTIERT ERMORDET                           |                     | Caecilie Schneider (1891–?)    |
|              | HIER LEBTE HANS DIETER SCHNEIDER JG. 1931 'POLENAKTION' 1938 DEPORTIERT ERMORDET                                      |                     | Hans Dieter Schneider (1931–?) |
|              | HIER LEBTE ARNOLD WAJMAN JG. 1933 DEPORTIERT SCHICKSAL UNBEKANNT                                                      |                     | Arnold Wajman (1933–?)         |
|              | HIER LEBTE JAKOB ABRAHAM WAJMAN JG. 1931 DEPORTIERT SCHICKSAL UNBEKANNT                                               |                     | Jakob Abraham Wajman (1931–?)  |
|              | HIER LEBTE MIRA WAJMAN JG. 1939 DEPORTIERT SCHICKSAL UNBEKANNT                                                        |                     | Mira Wajman (1939–?)           |
|              | HIER LEBTE SZMUL WAJMAN JG. 1898 DEPORTIERT ERMORDET                                                                  |                     | Szmul Wajman (1898–?)          |
|              | HIER LEBTE VERA LUISA WAJMAN JG. 1907 DEPORTIERT ERMORDET                                                             |                     | Vera Luisa Wajman (1907–?)     |

### Zduńska Wola
In Zduńska Wola wurden zwei Stolpersteine an zwei Adressen verlegt.
| Stolperstein | Übersetzung                                                           | Verlegeort                               | Name, Leben                   |
| ------------ | --------------------------------------------------------------------- | ---------------------------------------- | ----------------------------- |
|              | HIER LEBTE DR. JAKUB LEMBERG JG. 1899 ERMORDET 1942 IN ZDUŃSKA WOLA   | ul. Stefana Złotnickiego, 3 Zduńska Wola | Dr. Jakub Lemberg (1899–1942) |
|              | HIER LEBTE LEJBUSZ MONIC JG. 1898 DEPORTIERT NACH CHEŁM ERMORDET 1942 | ul. Kościelna, 12 Zduńska Wola           | Lejbusz Monic (1898–1942)     |

### Zgierz
In Zgierz wurden drei Stolpersteine verlegt.
| Stolperstein | Übersetzung | Verlegeort               | Name, Leben                   |
| ------------ | --- | ------------------------ | ----------------------------- |
|              | HIER LEBTE RYSIO LEWI GEB. 1933 STARB 1943 IM WARSCHAUER GHETTO                                                        | ul. Marka Szwarca Zgierz | Rysio Lewi (1933–1943)        |
|              | HIER LEBTE ISUCHER M. SZWARC GEB. 1859 STARB AN HERZINFARKT BEIM SCHUTZ SEINER BIBLIOTHEK VOR DER WEHRMACHT 26.12.1939 | ul. Marka Szwarca Zgierz | Isucher M. Szwarc (1859–1939) |
|              | HIER LEBTE ZOSIA SZWARC LEWI GEB. 1902 STARB 1943 IM WARSCHAUER GHETTO                                                 | ul. Marka Szwarca Zgierz | Zosia Szwarc Lewi (1902–1943) |

### Zgorzelec
In der Grenzstadt Zgorzelec, vormals östliche Stadtteile von Görlitz, wurden am 5. November 2021 drei Stolpersteine an einer Adresse verlegt.
| Stolperstein      | Übersetzung                                                                | Verlegeort          | Name, Leben                    |
| ----------------- | -------------------------------------------------------------------------- | ------------------- | ------------------------------ |
| weitere Bilder \| | HIER WOHNTE MAX GOLDBERG VERH. JUDD JG. 1929 FLUCHT 1939 ENGLAND USA       | ul. Kościuszki 10 · | Max Goldberg                   |
| weitere Bilder \| | HIER WOHNTE HELENE GOLDBERG GEB. WECHSLER JG. 1902 FLUCHT 1939 ENGLAND USA | ul. Kościuszki 10 · | Helene Goldberg, geb. Wechsler |
| weitere Bilder \| | HIER WOHNTE EVA GOLDBERG JG. 1891 FLUCHT 1939 ENGLAND USA                  | ul. Kościuszki 10 · | Eva Goldberg                   |

## Verlegedaten (chronologisch)
Die Stolpersteine in Polen wurden an folgenden Tagen verlegt:
- 12. Oktober 2008: Wrocław (ul. Nowowiejska 38)
- 12. November 2009: Słubice (ul. Mikołaja Kopernika)
- 6. Juli 2010: Słubice (ul. Sienkiewicza 46)
- 2. Februar 2016: Wrocław (ul. Jedności Narodowej 95, ul. Świdnicka 39)
- 10. Dezember 2017: Mińsk Mazowiecki
- 11. Dezember 2017: Biała Podlaska
- 29. Juli 2018: Raczki und Łomża
- Februar 2019: Wrocław (Zielińskiego/Swobodna)
- 27. Juli 2019: Chelm, Zamość
- 28. Juli 2019: Oświęcim
- 4. März 2020: Wrocław (ul. General Romualda Traugutta 19/21)
- 5. November 2021: Zgorzelec
- 28. Oktober 2020: Zbąszyń
- 27. April 2022: Zgierz
- August/September 2022: Zduńska Wola
- 23. Juli 2023: Warschau
- 21. August 2023: Białystok
- 9. September 2023: Kąty Wrocławskie, Racibórz

Weitere Verlegungen wurden für den 26. Juli 2019 in Radom angekündigt.